# سیارک ۹۹۹۰۵
سیارک ۹۹۹۰۵ (به انگلیسی: 99905 Jeffgrossman، نامگذاری:2002QX50) نود و نه هزار و نهصد و پنجمین سیارک کشف شده‌است که در ۲۷ اوت ۲۰۰۲ کشف شد.